# Afrykański socjalizm
Afrykański socjalizm – ideologia stawiająca za priorytet sprawiedliwą dystrybucję zasobów ekonomicznych w odróżnieniu od klasycznego socjalizmu, w sposób „tradycyjny”, dla obszaru Afryki.

## Termin i historia
Myśl socjalistyczna na obszarze czarnego lądu stała się popularna w latach 50. i 60. XX wieku. Socjalizm afrykański początkowo był definiowany i interpretowany na różne, często zbieżne sposoby. Pierwszą definicję socjalizmu afrykańskiego sformułował Graft Johnson z Uniwersytetu w Ghanie w 1962 roku. W latach 60. niepodległość uzyskała duża część państw Afryki znajdujących się dotychczas pod panowaniem kolonizatorów, wiele nowo utworzonych rządów odrzuciło idee kapitalizmu i starało się szukać bliższego Afryce modelu gospodarczego. Zwolennicy socjalizmu afrykańskiego twierdzą, że ideologia ta nie jest przeciwieństwem kapitalizmu, lecz zupełnie innym zjawiskiem. Według autorów książki „African Socialism” Williama H. Friedlanda i Carla G. Rosbergionierami, pionierami nurtu był pierwszy prezydent Tanzanii Julius Nyerere, oraz przywódcy innych państw kontynentu, tacy jak Léopold Sédar Senghor z Senegalu, Kwame Nkrumah z Ghany i Ahmed Sekou Touré z Gwinei.
Wspólnymi postulatami pierwszych przywódców socjalistycznych Afryki były: rozwój sektora publicznego, unikanie pogłębiania i tworzenia klas w społeczeństwa, promowanie tradycyjnej tożsamości afrykańskiej. Socjalizm afrykański odrzuca walkę klas, co odróżnia go od marksizmu i innych europejskich teorii socjalistycznych. Jak stwierdził Senghor „pochodzenie społeczne Afryki, nie tylko sprawia, że socjalizm w Afryce jest zjawiskiem naturalnym, ale wyklucza zasadność teorii walki klasowej”.

## Ujamaa
Własną koncepcję społeczeństwa socjalistycznego stworzył Julius Nyerere, próbując rozwijać ją w Tanganice a następnie w Tanzanii. Model państwa i gospodarki budowanej przez rządzącą krajem partie Chama cha Mapinduzi (Partia Rewolucji) został nazwany z języka suahili „ujamaa”. W 1967 roku, prezydent Nyerere opublikował plan rozwoju zatytułowany jako „Deklaracja Arushy”, w którym wskazał drogę rozwoju Tanzanii i innych państw afrykańskich. Deklaracja stanowiła przedmiot wielu debat i dyskusji na temat afrykańskiego socjalizmu w świecie akademickim i gospodarczym. Obecnie CCM porzuciła koncepcję „ujamaa” na rzecz bardziej neoliberalnych rozwiązań.
Według BBC system gospodarki kolektywistycznej w Tanzanii „zjednoczył naród i uczynił znaczne postępy w dziedzinie ochrony zdrowia i rozwoju edukacji”, lecz „okazał się katastrofalny dla gospodarki Tanzanii”.